# Dingoma, S.A.
DINGOMA, S. A. es una empresa española ubicada en Jarrio, Folgueras (Coaña), Asturias dedicada principalmente a la fabricación de autocargadores bajo la marca comercial Dingo.

## Historia
La empresa DINGOMA, S. A. fue constituida en 1992, con un capital social de 278.869 euros repartidos entre siete socios asturianos y gallegos. Fue creada para el desarrollo de máquinas forestales, que evolucionasen las tradicionales carrocetas.
Los primeros autocargadores, que salieron a la venta en 1994, fueron máquinas ligeras y de dimensiones reducidas para poder acceder a las explotaciones por caminos estrechos típicos del norte de España. 
Actualmente se pueden adaptar los modelos para otros usos, como son transporte de tuberías de gas, quitanieves, portacontenedores, contraincendios, etc.
En 2008 salieron de los talleres más de 300 vehículos vendidos en España, Portugal y Francia.
En 2010 se actualiza la gama de productos.

## Productos
- Autocargador Dingo AD6-18:[3] 6x6, Motor: DEUTZ BF6L 914, Potencia: 150 CV a 2.500 rpm. Tara: 10.000 kg. P.M.A.: 18.000 kg.
  - AD6-1846: Chasis corto
  - AD6-1849: Chasis largo
- Autocargador Dingo AD8-18:[4] 8x8, Motor: DEUTZ BF6L 914, Potencia: 150 CV a 2.500 rpm. Tara: 11.000 kg. P.M.A.: 18.000 kg.
  - AD8-1848: Chasis corto
  - AD8-1850: Chasis largo
- Autocargador Dingo AD6-24:[5] 6x6, Motor: DEUTZ TCD2012L06, Potencia: 211 CV a 2400 r. p. m. Tara: 12.600 kg. P.M.A.: 24.000 kg.
  - AD6-2451: chasis corto
  - AD6-2453: chasis medio
  - AD6-2455: chasis largo
- Autocargador Dingo AD8-24:[6] 6x6, Motor: DEUTZ TCD2012L06, Potencia: 211 CV a 2400 r. p. m. Tara: 13.500 kg. P.M.A.: 24.000 kg.
  - AD8-2451: chasis corto
  - AD8-2453: chasis medio
  - AD8-2455: chasis largo
- Equipo de compactado modelo ED-SM[7]
- Equipo contra incendios[8]